# Cryptachaea pacoti
Espèce
Cryptachaea pacoti est une espèce d'araignées aranéomorphes de la famille des Theridiidae.

## Distribution
Cette espèce est endémique du Ceará aux Brésil,. Elle se rencontre vers Pacoti.

## Description
Le mâle holotype mesure 2,2 mm et la femelle paratype 2,6 mm, les mâles mesurent de 1,8 à 2,2 mm et les femelles de 2,6 à 3,3 mm.

## Systématique et taxinomie
Cette espèce a été décrite par en Brescovit, 2025.

## Étymologie
Son nom d'espèce lui a été donné en référence au lieu de sa découverte, Pacoti.

## Publication originale
- Araújo, Brescovit, Pereira, Villanueva-Bonilla & Sobczak, 2025 : « Cryptachaea pacoti, a new species of spider from Brazil (Araneae: Theridiidae), with notes on parasitoid-host interaction under the influence of abiotic factors. » Zootaxa, no 5642(3, p. 271-286.